# Penelope Heyns
Penelope Heyns (n. 8 noiembrie 1974, Springs, Gauteng, Africa de Sud) este o înotătoare ce a reprezentat Africa de Sud, medaliată olimpică. A participat la 3 ediții ale Jocurilor Olimpice (1992, 1996, 2000) în care a câștigat două medalii de aur și o medalie de bronz.